# Tatra T5C5

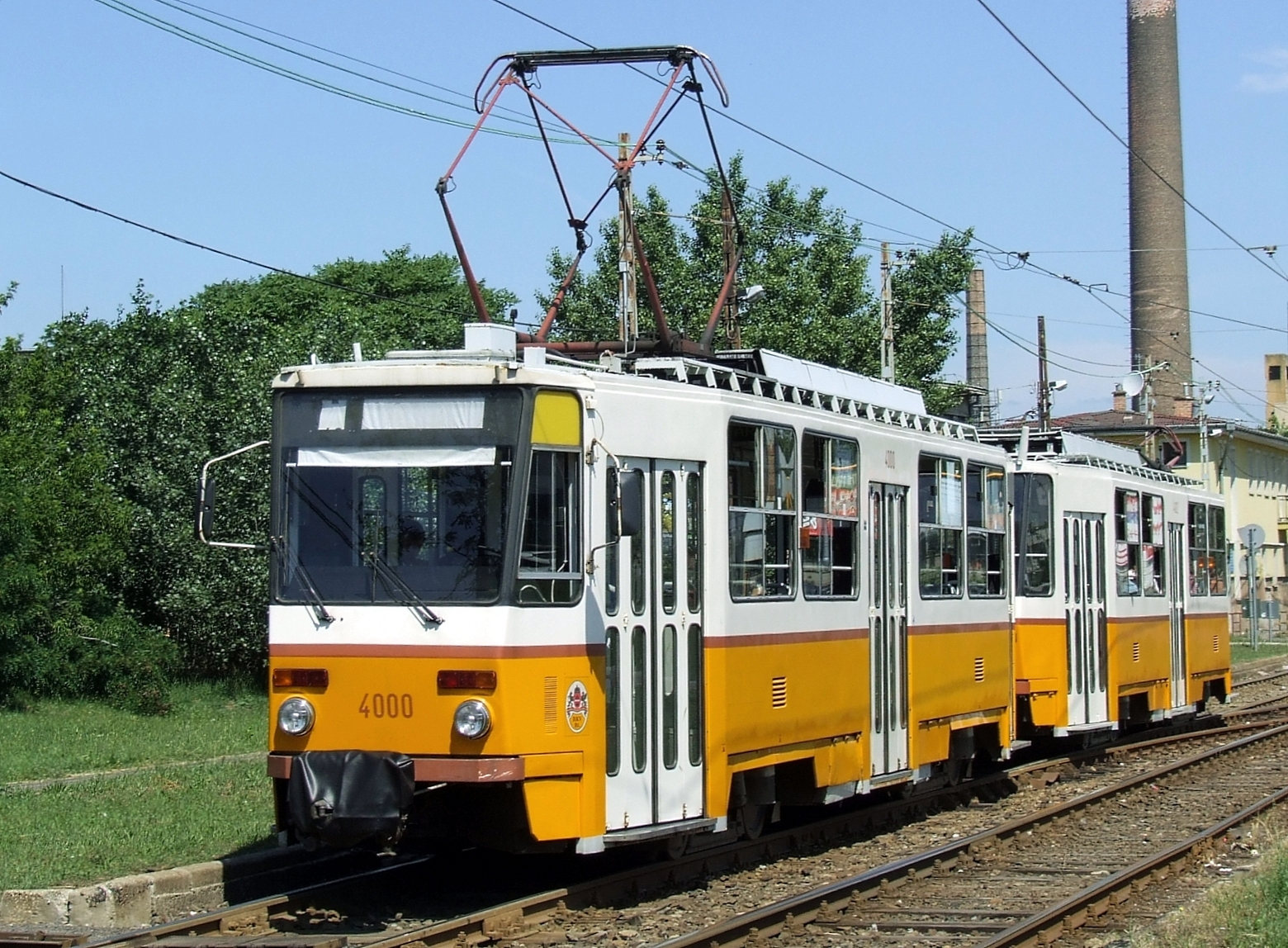
Tram T5C5

De T5C5 is een tram gebouwd door de Tsjechoslowaakse tramfabriek Tatra.

## Algemeen
De T5C5 is een tweerichtingstram met slechts één stuurpost, speciaal gebouwd voor het tramnet van Boedapest. Ze worden steeds rug-aan rug gekoppeld, soms met twee motorwagens (lijnen 12, 14, 18, 56, 59, 61), soms met drie (lijnen 1, 1A, 12, 14). Door ze rug-aan rug te koppelen, wat een traditie is in Hongarije, bespaart men de kosten van een tweede stuurpost in een tweerichtingstram.
Tussen 1978 en 1984 zijn 322 T5C5's afgeleverd aan het tramnet van Budapest, ter vervanging van oude tweeassers.
Sedert 2002 worden 80 trams gerenoveerd voor de inzet op de BKV-Plusz-lijnen (T5C5K). Hierbij krijgen de trams lijnaanduiding met pastilles, choppersturing en een ietwat donkerder interieur. Deze trams rijden alléén op de lijnen 18, 59, 59A en 61.